# Miron Sikorski
Miron Augustyn Sikorski (ur. 25 marca 1925 w Łanach, zm. 17 sierpnia 2009) – polski architekt. Absolwent z 1952 Politechniki Wrocławskiej. Doktor nauk technicznych (1964). Doktor habilitowany (1970). Od 1983 profesor na Wydziale Architektury Politechniki Wrocławskiej. Odznaczenia: Złoty Krzyż Zasługi, Krzyż Kawalerski Orderu Odrodzenia Polski, Medal Komisji Edukacji Narodowej.